# Pyrophosphate de géranyle
Le pyrophosphate de géranyle, souvent improprement désigné sous le terme «  géranyl-pyrophosphate » par calque de l'anglais (geranyl pyrophosphate), également souvent désigné sous son sigle anglophone, GPP, est un composé organique de formule brute C10H20O7P2, l'ester de pyrophosphate du géraniol. Il est le précurseur des monoterpènes comme le menthol, le camphre, le limonène, le géraniol, le citral, etc. Il a dix atomes de carbone.
Il est constitué d'une polymérisation de deux unités d'isoprènes.
C'est un intermédiaire de la voie du mévalonate, une voie métabolique de biosynthèse du diméthylallyl-pyrophosphate et de l'isopentényl-pyrophosphate, précurseurs notamment des terpènes, terpénoïdes et stéroïdes.

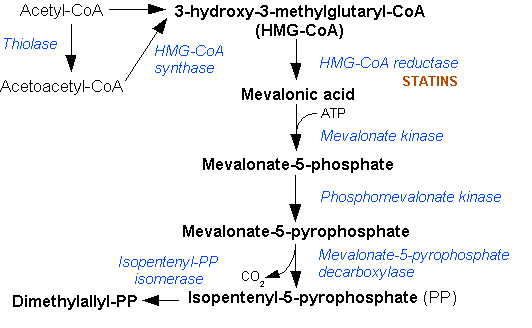
Voie du mévalonate.

Version simplifiée de la biosynthèse des stéroïdes mettant en évidence les intermédiaires diméthylallyl-pyrophosphate (DMAPP), isopentényl-pyrophosphate (IPP), géranyl-pyrophosphate (GPP), squalène et lanostérol ; certains intermédiaires ne sont pas représentés.